# Kanda (prénom)
Pour les articles homonymes, voir Kanda.
Kanda est un prénom féminin.

## Sens et origine du prénom
- Prénom féminin d'origine nord-amérindienne[1].
- Prénom qui signifie "pouvoir magique"[2].
- À ne pas confondre avec le nom de famille japonais "Kanda".

## Prénom de personnes célèbres et fréquence
- Très peu usité aux États-Unis[3].
- Prénom qui,semble-t-il, n'a été donné qu'une seule fois en France[4].